# 작은 사랑의 노래 (2019년 영화)
《작은 사랑의 노래》(일본어: 小さな恋のうた 지이사나 고이노 우타[*])는 2019년 5월 21일에 개봉한 일본 영화다. MONGOL800의 2001년 동명의 노래를 기반으로 하였다. 이 영화는 하시모토 코지로가 감독했고 사노 하야토 사노가 마에시로 료타 역을 맡았다.

## 줄거리
오키나와 고등학생들이 밴드 활동을 통해 울타리 건너편 미군 기지에 사는 동갑내기 소녀와 같이 친구, 가족, 사랑하는 사람들에게 자신의 감정을 전달하려고 노력하는 것을 묘사한다. 미군 기지가 있는 오키나와의 작은 마을에서, 고등학교 밴드가 인기를 얻고 있다. 자신의 노래를 부르고 청중을 열광시킬 수 있는 능력으로, 이 밴드는 도쿄의 레이블에 의해 스카우트되어 프로 데뷔를 하기로 결정한다. 그러나, 그들이 축하하려고 할 때, 비극이 발생하고 밴드는 그들의 목적지를 잊어버린다. 그리고 나서, 한 곡의 데모 테이프와 미군 기지에 사는 소녀가 나타난다.

## 등장인물
마에시로 료타(真栄城亮多)
역: 사노 하야토
이케하라 쿄타로(池原航太郎)
역: 모리나가 유키
후쿠무라 마이(譜久村舞)
역: 야마다 안나
후쿠무라 신지(譜久村慎司)
역: 마에다 모돈
니이자토 다아키(新里大輝)
역: 스즈키 진
리사(リサ)
역: 토미코 클레어